# Philip R. Alstat
Philip Reis Alstat (1891–1976) fue un rabino conservador, capellán, orador y escritor americano. Nacido en Kaunas (anteriormente Kovno), Lituania, llegó a los Estados Unidos en 1898, a estudiar en el City College de Nueva York (1912), la Universidad de Columbia (1915), y el Seminario Teológico Judío de América (JTS), donde recibió la semikhah (ordenación rabínica) en 1920, y el título de doctor en Divinidad (honoris causa) en 1966.
Por varios años, él vivió en el JTS, sirviendo como un consejero informal y no oficial de la casa y mentor de las generaciones de estudiantes. Además de su experiencia como un rabino púlpito en las sinagogas de Nueva York, incluyendo la Congregación Shaare Zedek (Nueva York) en el lado superior del oeste de Manhattan, fue capellán de una serie de instituciones también en Nueva York, incluyendo Las Tumbas, el complejo de detención de Manhattan, además de haber supervisado varios cursos para los futuros conversos al Judaísmo en Nueva York.
Por más de cuatro décadas, escribió la columna ampliamente sindicada semanal del periódico, por extraño que parezca.

## Vida y obra
Alstat, hermano del rabino Murray Alstet, fue "uno de los primeros pioneros" del movimiento conservador, asistiendo a la escuela rabínica con compañeros de clase, quienes se convertirían en muchos de los líderes y maestros del movimiento. Se graduó el 1920, en la misma clase que Max Kadushin, y un año antes la futura canciller Louis Finkelstein. Temprano en su carrera rabínica, se desempeñó en arios púlpitos de la sinagoga, incluyendo el Templo de los Hijos de Israel, en White Plains (Nueva York), 1920-21; el Templo Beth Elohim, 1921-25; el Templo Adath Israel, en Bronx, NY, 1925-30; y el Templo de los Bnei Israel-Sheerith Judá, en el Alto Manhattan, 1933-1940, antes de salir para centrarse en otras actividades, incluyendo la enseñanza, la escritura, y el servicio de capellanía en las prisiones de Nueva York, en hospitales y centros de la tercera edad.
Alstat era un ávido sionista y un representante temprano de la Organización Sionista Mundial (OSM). En 1935, se dirigió a una reunión conjunta de la Organización Sionista de América (OSA) y al Hadassah, declarando que "la solución al problema de los judíos en el mundo se encuentra en la reconstrucción de la patria nacional judía en Palestina". Él afirmó que
"La comunidad judía mundial está luchando ahora con una complejidad de varios problemas importantes, tales como la lucha contra el antisemitismo que está alzando su fea cabeza en varias tierras; encontrar un refugio para los judíos perseguidos y exiliados de Alemania, la ampliación de los canales cada vez más estrechos de oportunidades económicas para los judíos, y la conservación y transmisión del patrimonio espiritual judío. Todos estos problemas pueden ser resueltos en tal medida si se acelerara el ritmo de reconstrucción de la patria nacional judía en Palestina."
Además de su posición con la OSM y la ZOA, él era parte de las juntas ejecutivas de varias organizaciones, incluyendo la Sinagoga Unida de América, la Fundación Nacional Judía, y la Campaña unida palestina, además de ser miembro activo de otros, entre los que se incluyen la Asamblea Rabínica] y la Junta de rabinos de Nueva York.
También trabajó como capellán de prisión en la instalación correccional de Manhatan ("Las tumbas") durante tres décadas, y sirvió como secretario del consejo nacional de judíos capellanes en prisión, compartiendo información con rabinos que trabajaron con prisioneros y con el personal de las prisiones en otras instalaciones a lo largo de los Estados Unidos. Él explicó su visión de la capellanía de la cárcel, diciendo que: "Mis objetivos son los mismo que los de las autoridades de la prisión -el de crear mejores seres humanos. La única diferencia is que sus medios son la disciplina, la seguridad y las barras de metal. Los míos son las ministraciones espirituales que operan con la mente y el corazón". Él incluso se llevaba a los estudiantes rabínicos en sus visitas, enseñándoles las técnicas de asesoramiento que había desarrollado a lo largo de los años. Cuando se retiró de la capellanía de las prisiones en 1974, ya que la ciudad se preparaba para derribar parte de la instalación (que finalmente sería remplazada por nuevos edificios), reflexionó sobre su carrera, y señaló que las condiciones de la prisión habían mejorado notablemente, sobre todo desde los "trastornos" de 1970 en las Tumbas. Él dijo que "había muchas más cordialidad y serenidad- si es que era posible tener un poco de cualquier serenidad en una prisión". Además de su trabajo como capellán de la prisión, Alstat también sirvió como capellán del Hospital Memorial Judío, el hospital Sydenham y la residencia memorial Williams, operada por el Ejército de Salvación.
Su columna sindicada "Por extraño que parezca", fue impresa en muchos periódicos judíos, y dio lugar a muchas invitaciones para ser orador en eventos de la comunidad Judía. Fue descrito como un "prominente conferencista americano sobre rarezas judías, curiosidades y fantasías".
Sin embargo, aunque su columna y varias de sus presentaciones se enfocaban en rarezas - problemas que sucedían "por extraño que parezca" - Alstat también era conocido por decir lo que pensaba sobre el problema más grande, la entrega de los mensajes importantes de manera elocuente. En un artículo de la Historia Judía Americana de la Asamblea rabínica (AR), el autor señaló que durante los primeros años de Alstat en el rabinato, las preocupaciones de la AR eran acerca de Estados Unidos y el movimiento conservador, pero que era raro tratar con los problemas "que azotan al rabino americano". La referencia del rabino Alstat en la convención anual del RA en 1929 fue especialmente notable porque compartió éstas preocupaciones en un foro público, cuando se hizo la presentación, Observaciones sobre el estado del rabinato. Ésta charla incluyó las siguientes palabras:
 ¿De qué sirve que para discernir la relación de "judaísmo tradicional y la vida moderna..." o para analizar los "elementos espirituales en el judaísmo", o para determinar el "valor permanente de la creencia en la resurrección", a menos que los exponentes del judaísmo se invierten con dignidad y armadas con autoridad? Los ricos "para todos los derechohabientes" interiormente menospreciará al rabino porque es pobre en bienes materiales y seguridad económica... ¿Cuánto respeto pueden tener para la autoridad de su líder espiritual, cuya posición es precaria, cuyo pan y mantequilla que controlan, cuya breve permanencia en el cargo y el miedo a la reelección anual de él lo hacen el fútbol de las facciones en pugna, una criatura impotente a la que pueden molestar, intimidar y abusar con impunidad? Los intelectuales judíos, desprecian al rabino porque cobran, porque es es pobre espiritual e intelectualmente y no tiene ningún mensaje para ellos... no hay solución para ninguno de nuestros problemas acuciantes... que él no es un pensador o líder espiritual, sino un hacedor de frases vacías... 

La ortodoxia de habla yiddish también desprecia al rabino moderno...porque en su opinión, es pobre de escolaridad judía y es pobre en la lealtad incondicional a la carta del Shulján Arij. Todos ellos juntos de acuerdo en que es pobre en la sinceridad de principios y la constancia de la política, sino en su oportunismo burdo... y su hambre insaciable y vulgar lucha por la publicidad...

El consejo del rabino rara vez se escuchaba en los consejos de la congregación... Sus puntos de vista no son buscados por los líderes laicos de la educación y filantropía judía, y su opinión no es reconocida por las autoridades sionistas. SU prestigio y autoridad han sido usurpados por los políticos aspirantes, los jueces y abogados ambiciosos y los ricos "kovod"-en busca de laicos.

Cuando traté de persuadir a los hijos prometedores de los judíos tradicionales adinerados para que entren al ministerio, fui recompensado por mis esfuerzos con desprecio cortés. Los padres, recordando la forma en que consideraron y trataron a su propio rabino, resentían la idea de que sus hijos voluntariamente se condenaran a una vida de martirio.
Alstat fue un antiguo defensor de los derechos de las mujeres, incluyendo su educación y su lugar en la academia. En la década de 1930, trabajó con Trude Weiss-Rosmarin, enseñando cursos sobre historia judía y problemas judíos modernos en la "Escuela de la mujer judía", la institución que ella creó que la zona Upper West Side en Nueva york, bajo los auspicios del Hadassah. Weiss-Rosmarin, y aquellos que trabajaron con ella, sintieron que "las mujeres judías habían sido defraudadas...y vieron la educación como el remedio". "Como feminista intelectual", Weiss-Rosmarin promovió el estudio de la liturgia, aprender el significado y la historia de las oraciones "para estimular la asistencia de las mujeres en la sinagoga". A través de clases sobre historia, filosofía, costumbres y ceremonias, Alstat, junto con los otros rabinos famosos que enseñaban en esta escuela, ayudaron a promover la visión de una mayor educación, no sólo para las mujeres de ese entonces, sino también para que éstas también pudieran ayudar a las futuras generaciones. Como Weiss-Rosmarin dijo, "si usted quiere que sus hijos crezcan como judíos educados, es usted mismo quien debe ser educado".

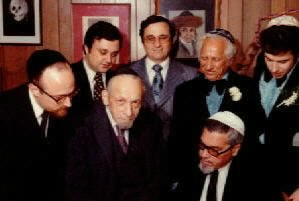
Alstat (al centro) presenciando un ketubah, documento judío de matrimonio, 1974

 Él también estaba involucrado con al difusión y el fortalecimiento del movimiento conservador en muchos sentidos, al hablar en muchas ceremonias de dedicación y otros eventos especiales para las congregaciones conservadoras, como lo hizo el 17 de septiembre de 1927, para la sinagoga de Ohev Shalom, en un suburbio en Philadelphia, Pensilvania. El también fue una fuerza importante en los estudios de conversión de los posibles conversos al judaísmo, individuos que después serían llamados “judíos por elección”. A veces también enseñó los cursos por sí mismo, pero también supervisó una red de estudiantes rabínicos que se reunían de uno a uno con los estudiantes de conversión. En un momento, casi todas las solicitudes de conversiones bajo los auspicios del movimiento conservador en Nueva York fueron remitidas a él por colegas conservadores. Entre los estudiantes rabínicos que lo ayudaron en las etapas finales de la conversión, incluyendo el Mikveh (ritual de inmersión) y el Beit din (corte rabínica), Alstat era muy conocido por la manera en que, sin importar el nombre que fuese elegido por el converso, el vincularía ese nombre, y la conversión en sí, con la historia bíblica de Rut, la historia conversa más famosa en la Biblia.
Alstat vivió en un dormitorio del JTS durante cuarenta y tres años, sirviendo como consejero y mentor de las generaciones de estudiantes rabínicos. El compartía tanto su conocimiento de temas judíos y las técnicas prácticas que había desarrollado a lo largo de los años para la presentación de los retazos de información que luego le ayudaron con sus columnas, y los cuales ayudarían después a los rabinos con sus artículos y sermones. Él era muy conocido por hablar con los estudiantes rabínicos a su regreso de posiciones de púlpito durante las Altas Fiestas Judías, saludándolos con la pregunta “¿Cómo fue su éxito?”. Esta pregunta daría lugar a serias discusiones sobre la diferencia entre el éxito durante una corta visita y una carrera rabínica de éxito que abarcaría años. Cuando los estudiantes rabínicos tenían dificultades para armar un elogio para un funeral, el les aconsejaba diciéndoles que preguntaran a los familiares “¿Qué clase de boleta cree usted que ésta persona habría recibido de Dios?”. En sus conversaciones e incluso en los elogios que pronunció, él les enseñaba la manera de “valorar y evaluar los logros de la vida de un rabino”, lo que viene del versículo del Talmud
, donde se enseña que se nos preguntarán dos cosas: la segunda, si nos dedicamos a los estudios que eran “judaicamente culturales y creativos?”; pero la primera, si tratamos a los demás con fe – con integridad. En el elogio de Alstat, él fue llamado “el amigo, el confidente y asesor de varias generaciones de estudiantes rabínicos. A través de los años se convirtió en el ‘Rabino de los rabinos’ al ritmo que sus colegas buscaban su asesoramiento y su consejo"

### Sermones y artículos
Alstat era pequeño de estatura física, pero era un “ardiente y elevado” orador, cuyos sermones a menudo creaban un gran revuelo entre sus feligreses, y que atrajo la atención de los medios de comunicación. En 1928, el ‘Bronx Jewish Herald’ incluyó un artículo titulado “Rabino de Bronx toma un riesgo con los judíos de la Navidad de Lekovod”. (La palabra hebrea indica que los objetivos de su sermón eran los judíos que mostraron más respeto y honor a la Navidad que a sus propios días de fiesta y fe). El artículo comenzó hacienda referencia al sermón de Alstat, “entregado desde el púlpito de la Adath de Israel, la nueva y atractiva sinagoga adornando la esquina de Grand Concourse y la calle 169”, y continuó diciendo que “el rabino Philip R. Alstat llevó a la tarea a los judíos que no actúan diferente que los judío-cristianos de hace 18 siglos”. Éste citó el sermón casi en su totalidad, lo que describe las maneras en que algunos judíos estaban celebrando la Navidad intercambiando regalos y cantando villancicos, y concluyó con lo siguiente:
No es nuestro deseo el provocar rancor religioso, o participar en las disputas teológicas o hacer comparaciones odiosas entre dos fes. Nada está más lejos de nuestras intenciones. De hecho nosotros tenemos el respeto más grande hacia los seguidores cristianos y hacia el cristianismo. Pero la vigilancia eterna es el precio que una minoría tiene que pagar por su existencia, y no podemos mirar con indiferencia cuando los miembros débiles de la minoría fallan en su lealtad y sucumben a los encantos seductores de la mayoría… No hay compromiso práctico entre el “Mogen Dovid” y la cruz, entre el “Adonai Echod” [nota: éstas son las palabras, “un Dios” del verso que comienza con Shemá Israel] y la concepción trinitaria de la divinidad. Ojalá hubiese un Elías para hacer frente a los judío-cristianos de 1928 y para lanzar contra ellos el reto de edad: “¿Cuánto tiempo te habéis detenido entre dos pensamientos?”. Pueden ser tanto judíos o cristianos – ¡no hay lugar para judío-cristianos en medio de nosotros!
Pero, al igual que él podía usar las palabras para amonestar, también podía utilizarlas para construir esperanza. En 1939, en el artículo, “El Mensaje de pascua de la judería moderna” el aconsejó la esperanza, e incluso la gratitud, como parte de la fuerza judía de soportar el dolor de los acontecimientos en Europa:
 Tal vez en nuestra generación el consejo de nuestros sabios del Talmud puede parecer superfluo, porque hoy la historia de nuestra esclavitud en Egipto se mantiene viva no sólo por el simbolismo ritual, pero más aún por el realismo trágico. Nosotros somos los contemporáneos y testigos de su recreación diaria. ¿No son nuestros hermanos desafortunados del Reich alemán comiendo el “pan de aflicción?”.¿No son sus vidas amargadas por la privación de derechos completa y el trabajo forzoso?¿No son azotados sin piedad por capataces brutales detrás de los muros de los campos de concentración?¿No son muchos de sus hombres-folk asesinados a sangre fría?¿No es la crueldad del faraón egipcio superada por el sadismo de los dictadores nazis? 

Y aún, incluso en esta hora de desastres y degradación, todavía es útil para “visualizarse a sí mismo entre los que habían salido Egipto”. Le da estabilidad y equilibrio al espíritu. Sólo nuestros parientes distanciados, los asimilados, y los de-judaizados, se hacen pedazos bajo el impacto del golpe… Pero los que se visualizan a sí mismo entre los grupos que han salido de los sucesivos “Egiptos” de nuestra historia nunca pierden su sentido de perspectiva, ni están abrumados por la confusión y la desesperación… Es esta fe, nacida de la experiencia racial y la sabiduría, lo que da a los oprimidos fuerza para sobrevivir a los opresores y para soportar hasta el día del triunfo final cuando nosotros “seremos sacados de la esclavitud hacia la libertad, de la tristeza a la alegría, de el luto a la fiesta, de las tinieblas a la gran luz, y de la servidumbre a la redención.
Este tema de recordad el dolor en el pasado de una manera que ayude a construir la esperanza para el futuro fue el enfoque para un sermón de 1938 citado en el New York Times, “Sin desanimarse, nosotros podemos esperar con confianza que algún día, de alguna manera, el presente punto más bajo de la libertad y la democracia será seguido por una ola creciente cuya arremetida lavará irresistiblemente las murallas de la tiranía”. Sus sermones y artículos se dirigían a la comunidad judía, a los Estados Unidos, a la “familia de naciones”, a la “patria judía en Palestina”, y describían con frecuencia la importancia del “Estado Judío” – Aún no creado, pero que apoyaba con sus palabras y acciones. Él compartió su visión de ese estado, al proclamar que “si el estado judío fuese grande o pequeño, su importancia en la familia de naciones será determinada, no por su área limitada, sino por su genio creativo y sus contribuciones culturales a la humanidad. Como Judea y Atenas de antigüedad, puede ser sólo una pequeña embarcación, pero extremadamente rica en contenido valioso”.
Además de numerosos artículos por su propia cuenta, con frecuencia traducía artículos de periódicos en Yiddish para su publicación en la prensa de idioma inglés.

### Por extraño que parezca

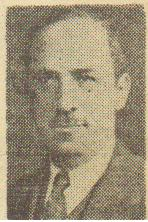
La foto de Alstat que acompañó cientos de sus artículos en los periódicos.

Durante casi 40 años, desde 1938 y hasta 1976, el año de su muerte – y después de 1500 columnas semanales – Alstat escribió ‘Por extraño que parezca’, una columna que revelaba información poco conocida sobre el judaísmo, su gente, su historia, y su fe, y su intersección con los eventos americanos y mundiales. Las columnas aparecieron tanto en periódicos en Inglés y en Yiddish, incluyendo el ‘American examiner’, y el ‘New York Jewish Week’. Citando poesía, literatura y las noticias más recientes, yendo desde los descubrimientos científicos hasta los eventos internacionales, él escribió artículos sobre las a veces sorprendentes y usualmente no anticipadas “conexiones judías” en las noticias. Desde el hecho que la historia de la fiesta judía del Janucá se registra en el Libro I de los Macabeos de la Biblia hebrea; a la manera en que la antigua oración judía por la Luna nueva tenía que cambiar después del primer aterrizaje lunar – tomando la frase “pero nosotros nunca los hemos tocado”; al hecho que, después de la Segunda Guerra Mundial, el dinero alemán ayudó con la impresión de una edición de 17 volúmenes del Talmud – cuando el Talmud de los sobrevivientes (también conocido como el Talmud del ejército estadounidense, porque fue dedicado hacia el ejército de E.U) fue publicado, basado en la realización de que muchos judíos en los campos de personas desplazadas estaban tan hambrientos por libros judíos como lo estaban por comida; a las teorías científicas ofrecidas por un Ruso sobre la manera en que un inusual alineamiento de los planetas causaron la división del Mar Rojo; hasta la manera en que los rabinos del Talmud, y no Benjamín Franklin, inventaron el pararrayos, sus artículos eran leídos tanto por líderes influyentes como por líderes judíos.
Estos pocos ejemplos de los títulos de sus columnas revelan el amplio rango de los temas:
- Aspectos judíos de la exploración lunar
- Aspectos judíos de Benjamín Franklin
- El president Lyndon Johnson, a través de ojos judíos
- Golda Meir recuerda su Rosh Hashaná en Moscú

Sus columnas eran citadas frecuentemente por rabinos por todo el país en sus sermones y columnas. Además, en cartas al editor y la correspondencia personal, los lectores escribían sobre “su deuda con él por su renovado interés en la Torá y el pueblo de Israel". Las columnas eran frecuentemente reimpresas en los trabajos de otros durante subida, e incluso después de su muerte. Por ejemplo, esta historia del filósofo del siglo 13, Abraham Abulafia, fue incluida en la colección de 1995 ‘Un tesoro de anécdotas judías’:

En el verano de 1280, Abraham Abulafia fue a roma a convertir al Papa al judaísmo. Él quería conocer al Papa Nicklaus III en la víspera del año nuevo judío y persuadir al líder mundial de los católicos romanos de convertirse en judío. El papa, entonces en una casa de verano, escuchó de este plan, y ordenó que Abulafia fuera quemado en la hoguera. Abulafia llegó a la puerta de la residencia papal, pero no fue arrestado. El papa había muerto como resultado de un ataque de apoplejía la noche anterior. Abulafia fue encarcelado pero liberado después de 28 días.

Además de esta columna, escribía de manera frecuente críticas de libros, incluyendo una sobre el primero de ‘La tierra es del señor’ de Abraham Joshua Heschel. También, trabajó “detrás de escenas” para apoyar el trabajo de muchos de sus colegas, a veces citados en los prefacios de sus libros, incluso después de su muerte, como fue en el estudio de 1992 ‘Análisis económico en la literatura del Talmud: pensamiento rabínico a través de la luz de la economía moderna’.

## Honores y conmemoraciones
Después de su muerte, el ‘premio Rabino Philip R. Alstat por el suceso literario’ fue establecido en el JTS por un estudiante rabínico sobresaliente, y dos sillas dotadas del JTS, ‘El rabino Philip R. Alstat, profesor asociado del Talmud’’, y ‘’EL rabino Philip R. Alstat, profesor asistente de liturgia’’, fueron creados en su memoria.
El rabino William Berkovitz,  de la congregación “B'nai Jeshurun, escribió en el ‘’New York Times’’:
 La esquela necrológica del diario ‘’The New York Times’’ hizo la observación que “el rabino Philip R. Alstat no dejó ningún sobreviviente”. Sin embargo, aquellos de nosotros que asistimos al seminario teológico judío durante las últimas cuatro décadas sabemos lo contrario. Nosotros – los estudiantes- somos sus sobrevivientes- Nosotros – sus colegas – somos su enlace con el futuro. Y nosotros – sus amigos – somos los testigos vivientes de su perdurable influencia durante más de medio siglo, el construyó un imperio de amistad, abarcando estudiantes, escolares y judíos, sin importar su posición en la vida y, sin embargo, él era más que un maestro, colega y amigo. Él era un mentor espiritual dotado, un ruchani masgiach, cuya sabiduría encendió la luz cuando estábamos en la oscuridad, cuyo consejo trajo dirección cuando estábamos perdidos en la confusión, cuyo coraje ofreció esperanza cuando estábamos atrapados en la desesperación. Por desgracia, las salas de seminario ya no serán las mismas. Los cuartos de los dormitorios nunca estarán desolados o vacíos, desprovistos de su personalidad única. Ido será el ingenio suave y el narrador dotado, Ido será el consejero sabio y el pius judío, ideo será el espíritu humilde y el alma melódica, y por desgracia, se habrá ido el rabino Alstat. Nosotros, la familia doliente de sus discípulos, lloramos su muerte, pero deberá seguir invocando a su espíritu. Su memoria será siempre bendecida. 